# 乳房植體

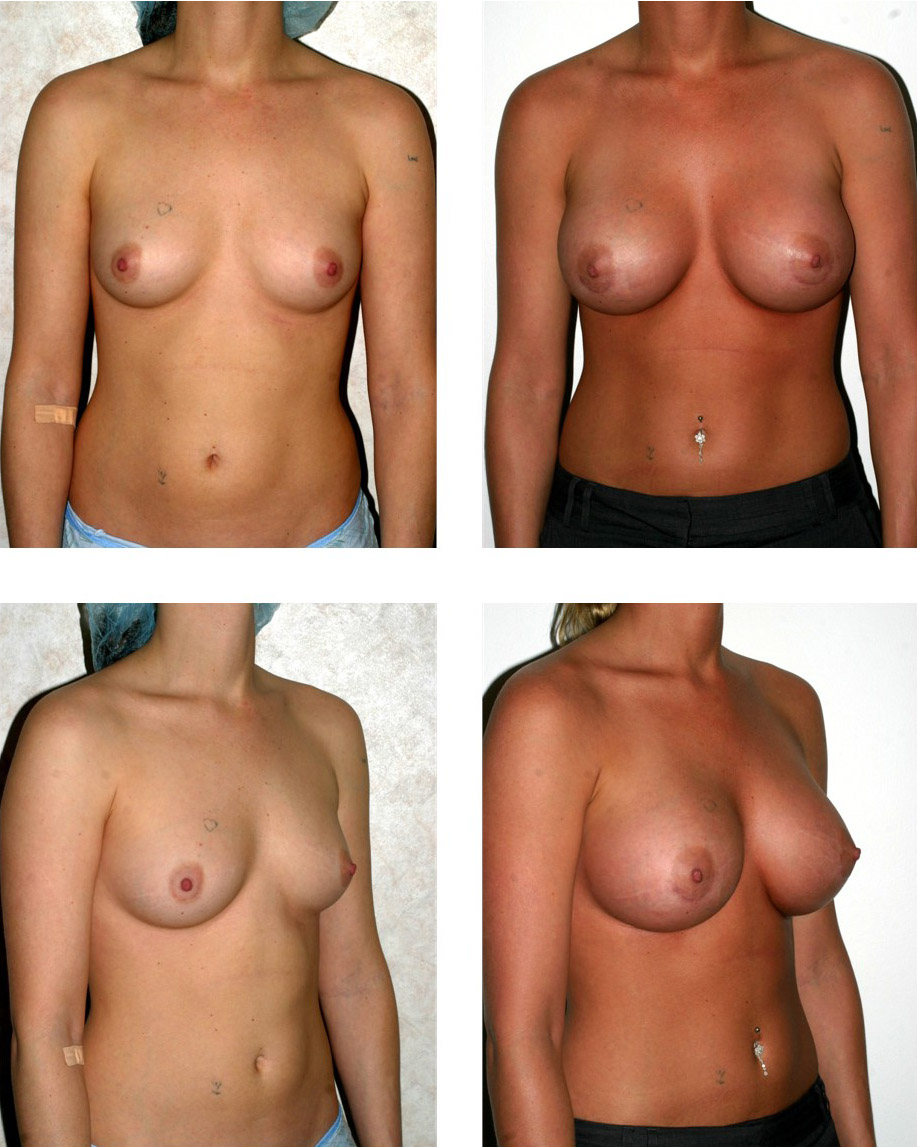
兩側乳房隆乳手術前（左側）後（右側）的比較，乳房植體是500cc的矽酮

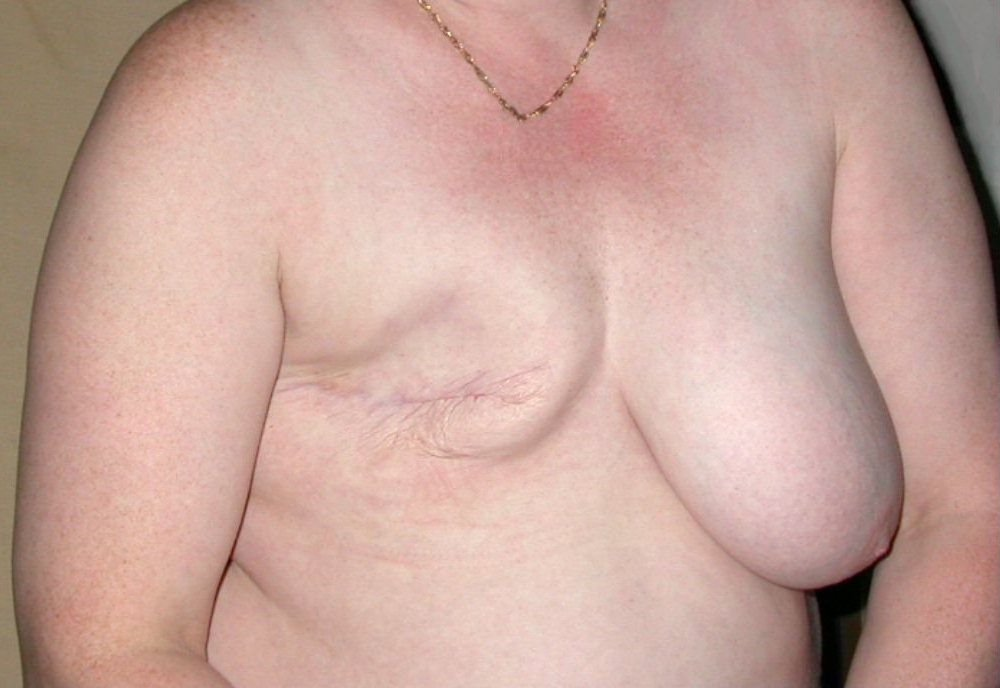
乳房切除术手術後的病患，她要進行右乳房的乳房重建手術］

乳房植體（breast implant）或乳房植入体，又稱乳房假体，是采用硅胶囊内填充入液态或胶状材料制成的具有接近乳房形态和质地的人工置入物；此處的“植體”，專指假體，不包括自体脂肪移植的植入物。
乳房植體是用來調整女性乳房大小、形狀及外形的植體，在重建整形中，亦可用於乳房切除术後，須進行乳房重建的病患，使其乳房有類似一般乳房的外觀，也可以用來處理胸壁先天缺陷或畸形的女性。乳房植體也用在隆乳美容手術中，用來增大乳房的大小。
乳房植體依其材料不同，可以分為三種：鹽水袋、硅酮及混合材料。鹽水袋是由硅酮彈性體組成的袋子，其中有無菌的生理食鹽水；硅酮填充物也是硅酮彈性體的袋子，裡面有有粘性的硅酮凝膠；混合材料則是由其他的填充物代替，例如沙拉油及聚丙烯等，因為其健康風險及併發症，一般不建議用混合材料進行隆胸，在美國及歐洲已禁止用混合材料來隆胸。
在手術上，為了要重建乳房，會使用組織擴張術，會放入一個暫時性的乳房植體，讓乳房產生一個空隙，可以容納未來要置入的永久植體。在處理男性的乳房缺陷或是畸形時（例如男性乳房发育症或是乳房固定術），會用胸部假體（pectoral implant）來使男性的胸部有類似一般男性胸部的外觀。

## 歷史
十九世紀

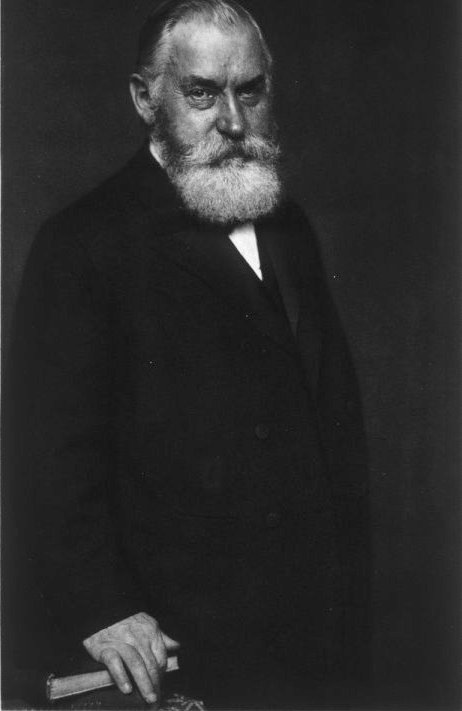
Vincenz Czerny（1842–1916）開創了乳房重建手術

十九世紀末時整型手術已使用乳房植體來調整女性乳房大小、外形及質感。外科醫生Vincenz Czerny進行了最早的乳房植體手術，病患因為切除了一個腫瘤，導致乳房左右不對稱，因此用病人腰部良性脂肪瘤中的脂肪組織作為植體。。在1889年時外科醫生Robert Gersuny嘗試在乳房注入烷類，結果很不好。
二十世紀
在二十世紀的前五十年，外科醫生使用許多的材料作為乳房植體的填充物－象牙、玻璃球、橡皮、公牛软骨、聚对苯二甲酸乙二酯、羊毛、杜仲、Dicora、聚乙烯片、Ivalon （聚乙烯醇—甲醛聚合物海绵）、聚醚泡沫海绵（Etheron）、聚乙烯胶带（Polystan）绕成的球、聚酯硅橡胶、以及聚四氟乙烯-硅的假体。
在二十世紀時，莫顿·博生（Morton I. Berson）及雅克·麥林尼克（Jacques Maliniac）分別在1945年及1950年研發了以皮瓣為基礎的隆乳方式，是將病患的胸壁组织旋轉到乳房，以增加其體積。在1950年到1960年之間，整型醫生使用合成的填充材料，包括將矽酮注射到五萬名婦女的乳房，不過其中有些出現了矽酮肉芽肿及乳房硬化，最後需接受乳房切除术。1961年時美國的整型醫生托马斯·克罗宁（Thomas Cronin）、弗兰克·杰罗（Frank Gerow）以及道康宁公司研發了第一個矽酮的乳房植體，以膠狀的矽酮為填充物，但外層有一層物質包覆。第一個隆胸手術是在1962年進行，用的是克罗宁-杰罗的植體，假體模型1963號。1964年時法國Laboratoires Arion公司開發且製造了生理食鹽水乳房植體，以生理食鹽水為填充物，在1964年用來作為醫療設備。

## 分類

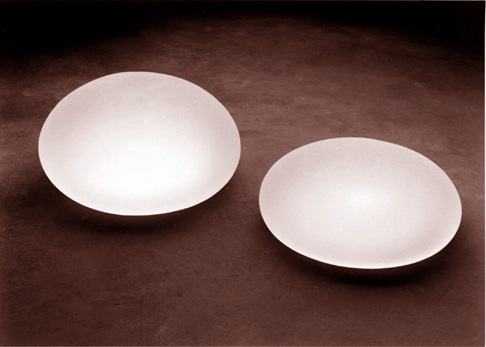
盐水袋的乳房植體

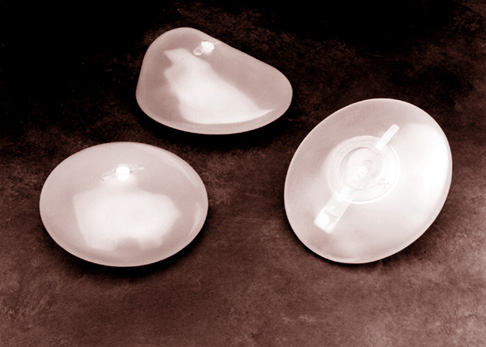
後期的矽酮乳房植體

現今乳房整型、乳房重建或隆乳手術常用的乳房植體有以下二種：
1. 注入無菌鹽水的乳房植體。
2. 注入液態粘稠硅酮的乳房植體。

### 鹽水乳房植體
鹽水乳房植體其中的填充物是生理盐水（0.90% 质量浓度的氯化钠水溶液，相當300mOsm/L），最早是由法國的Laboratoires Arion公司所製造，在1964年開始用作醫療用的植體。現代的鹽水乳房植體是用矽氧樹脂的弹性体，外面有一層較厚，經過室溫硫化（RTV）的外殼。2006年的研究《預充填的鹽水乳房植體在體內的泄漏》（In vitro Deflation of Pre-filled Saline Breast Implants）探討鹽水乳房植體因為其鹽水泄漏的情形，使得它成為乳房植體中的第二選擇。不過在1990年代時，美國限制矽酮乳房植體只能在臨床研究上，因此當時鹽水乳房植體是美國最常用在隆乳手術中的假體。鹽水乳房植體在世界其他地區相當不受歡迎，市佔率幾乎可以忽略。
鹽水乳房植體的技術目的是在透過比較小的手術切口，將空的乳房植體放進乳房內，因此是侵入性較小的手術。在手術實務上，先將空的乳房植體放進乳房，整型醫師再將生理盐水注射到乳房植體中，因為傷口較小也較短，因此傷口的疤也會比使用矽酮乳房植體的疤小一些（若使用矽酮乳房植體，是將已用矽酮填滿的乳房植體直接放進乳房，因此傷口較大，也比較長）。
若和矽酮的乳房植體相比較，鹽水乳房植體可以達到增加乳房體積、讓乳房的輪廓較圓滑、以及有較逼真的質感等效果。不過比較容易出現美感上的問題，例如乳房皮膚的起皱，另外會有些技術上的問題，像是容易用肉眼或是觸摸的方式摸到有植體存在。上述美感上的問題比較容易出現在乳房組織非常少的女性，或者是要進行乳房重建的女性。女性若本身乳房組織就較多，一般會在建議將植體放在胸大肌下，此時鹽水乳房植體的效果會相當接近矽酮乳房植體的效果，只是還是比較容易發現乳房中有植體。

### 硅酮乳房植體
以醫療設備技術的觀點，硅酮乳房植體可以分為五代。
1961年時美國的整型醫生托马斯·克罗宁（Thomas Cronin）、弗兰克·杰罗（Frank Gerow）以及道康宁公司研發了第一個矽酮的乳房植體，以膠狀的矽酮為填充物，但外層有一層物質包覆。第一個隆胸手術是在1962年進行，用的是克罗宁-杰罗的植體，植體模型1963號。
現代的硅酮乳房植體是在1961年由整型醫師托马斯·克罗宁（Thomas Cronin）及弗兰克·杰罗（Frank Gerow）發明，並且由道康宁公司製造。第一個隆胸手術是在1962年進行。
第一代植體
克罗宁-杰罗的植體，植體模型1963號是外形像水滴的硅酮橡胶包膜囊，其中填充物是黏滯的硅酮凝胶。為了減少植體放入體內以後，植體相對胸壁的旋转，植體模型1963號有用帶贴剂的接合件固定，其材料是Dacron（聚对苯二甲酸乙二酯），黏貼在植體外層的後端。
第二代植體
在1970手代，植體廠商推出了第二代的植體，在功能及美感上都有提昇：
- 第一個技術進展是較薄的植體外層，其中的填充物也改為低内聚性的硅酮，提昇了硅酮乳房植體的功能性以及逼真程度（尺小、外觀、質地）。不過在臨床實務上，發現第二代的乳房植體質地較脆，因此＼外層破裂以及填充物溢出（硅酮凝胶渗出）的發生率較高。後續，醫療糾紛（例如包膜挛缩（英语：capsular contracture））的比例也提高，促進了美國政府因為不良產品對道康宁公司及其他製造商的集體訴訟。

- 第二個技術進展是乳房植體的外層使用聚氨酯塗層，塗層減少了包膜挛缩（英语：capsular contracture）的發生率，因為會造成炎症，因此阻碍乳房植體附近形成纖維膠原蛋白被膜。不過雖然有此預防措施，聚氨酯塗層的乳房植體很快就停止使用，因為聚氨酯在化学分解後的副產物2,4-甲苯二胺（英语：2,4-Diaminotoluene）（TDA），是對健康有潛在危險的致癌物質[11]。

在確認醫療相關資料後，美国食品药品监督管理局（FDA）的結論是TDA引發的乳癌對有乳房植體女性的風險非常小，在法律上沒有理由要求醫生告知病人這方面的事情。在這事件中，聚氨酯外層的乳房植體仍在歐洲及美國使用，沒有廠商得到FDA針對這類乳房植體在美國醫療使用的批准。
- 第三個技術進展是双腔乳房植體，是有二個腔的乳房植體，其中內層有矽酮乳房植體，外層是鹽水乳房植體。其目的有二個：(i)內層矽酮植體的美感效果再配合外層的鹽水植體。(ii)乳房植體的體積可以在手術後再調整。不過双腔乳房植體比原來單腔的乳房植體複雜，失效率也會原來植體要高。第二代植體的現在版本（在1984年提出）是「Becker可擴充型」的乳房植體，主要用在乳房重建手術（英语：Reconstructive surgery）。

第三代及第四代植體
在1980年代，隨著製造科技的進步，第三代及第四代乳房植體也相繼出現，分別是使用弹性体塗層的外層以減少填充物質溢出，以及較濃稠（內聚性較強）的的硅酮凝胶。製造商也設計了二型的乳房植體，分別解剖型（自然乳房）的，以及造形型（圆形、锥形）的，分別對應不同的需求。锥形的乳房植體有均匀纹理的表面，減少乳房植體在體內的轉動，圆形的乳房植體也有光滑表面及纹理表面的兩種。
第五代植體
第五代植體是在1990年代中期出現，是用高強度及高內聚性的硅酮凝胶製成，避免了填充物溢出（硅酮凝胶渗出）。第五代植體因為其堅固柔韌的一致性類似甘唄熊軟糖，因此也稱為「甘唄熊植體」。研究《解剖性軟內聚性硅酮凝胶植體用在隆乳及乳房重建手術的經驗》（Experience with Anatomical Soft Cohesive Silicone gel Prosthesis in Cosmetic and Reconstructive Breast Implant Surgery, 2004）以及《內聚性硅酮凝胶植體用在用在隆乳及乳房重建手術》（Cohesive Silicone gel Breast Implants in Aesthetic and Reconstructive Breast Surgery, 2005）都指出包膜挛缩及外層破碎的發生率降低，而且醫療安全性及手術效率都比早期的植體要好。